# ステファニー・ガーバー

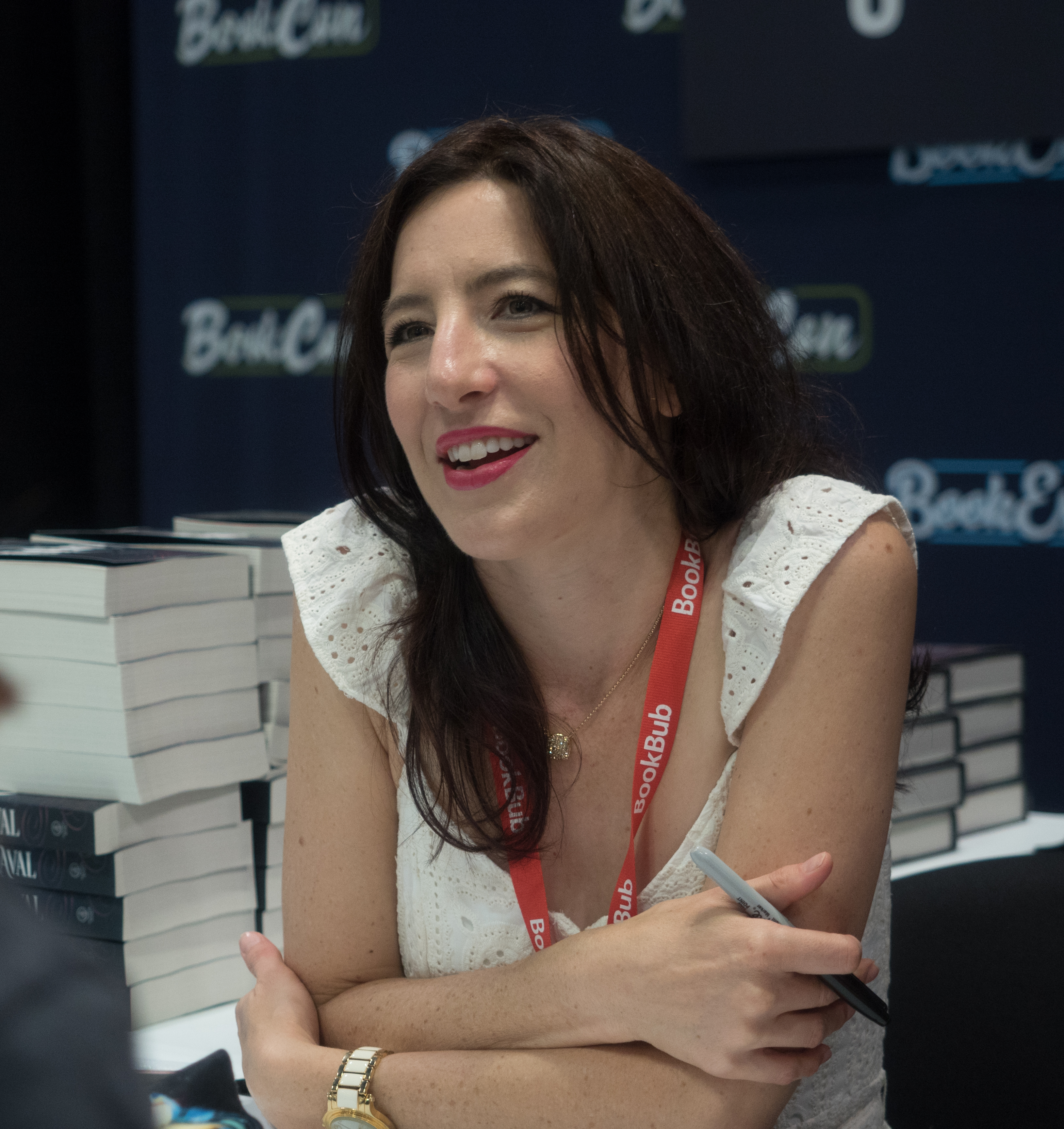
スティファニー・ガーバーの写真

スティファニー・ガーバー（Stephanie Garber）は、アメリカ合衆国のヤングアダルト作家である。

## 執筆業
ガーバーが小説を書き始めたのは、大学でレジレントディレクターを務めている時であった。ガーバーはいくつかの小説を書き、4冊目の本であるスペースオペラが編集者の興味を引くまで、200回もの拒絶を受けた。スペースオペラが売れなかったため、ガーバーは『カラヴァル』を書きはじめた。ガーバーは、『カラヴァル』がシリーズ本になることや、書き始めたときにロマンスになることを意図していなかったと述べている。後にガバーは二つの続編をもって『カラヴァル』三部作を完結させる。
『カラヴァル』は『パブリッシャーズ・ウィークリー』誌のレビューにおいて魅力的なキャラクター、想像力溢れる設定、さらに刺激的な描写が、愛・損失・犠牲・希望の魅惑的な物語を創造するために組み合わされているとする星付きの評価を与えられ、『ニューヨーク・タイムズ』紙のベストセラー・リストに15週間ランクインし最高で第2位に達した。一方NPRのケイトリン・パクソンは、伝えたいことがはっきりとしないまま終わってしまっていると同作を評している。なお同作の映画化権は20世紀スタジオが獲得した。

## 作品
1. Caraval. Flatiron Books, 2017.[10][11][7]
2. Legendary. Flatiron Books, 2018.[12][13][14]
3. Finale. Flatiron Books, 2019.[15]